# Egino di Verona
Egino di Verona (VIII secolo – Isola di Reichenau, 27 febbraio 802) fu un erudito tedesco che divenne vescovo di Verona; è considerato beato.
Egino proveniva da un'eminente famiglia alemanna: alcuni indizi sembrano attribuirgli un'origine ahalolfingia. Probabilmente egli era imparentato con Ildegarda, la seconda moglie di Carlo Magno.

## Biografia
Egli apparteneva ai fiduciari e sostenitori di Carlo Magno. Dopo la campagna contro i Longobardi del 774, Egino venne insediato a Verona nel 780 come nuovo vescovo carolingio di quella diocesi. Il suo incontro a Verona con il benedettino Ratoldo, proveniente dall'abbazia di Reichenau e suo successore nella sede di Verona, ed il suo successivo ritiro in quell'abbazia, fanno pensare ad un precedente collegamento, se non addirittura appartenenza, con l'abbazia.
L'episcopato di Egino non pare fosse stato esente da conflitti e la sua rinuncia alla cattedra vescovile non solo semplici dimissioni per limiti di età. Sullo sfondo vi sarebbe stato l'incipiente conflitto fra l'aspirante all'indipendenza e figlio di Carlo Magno, Pipino d'Italia, ed il padre.
Per questo motivo ad Egino, decisamente uomo  di Carlo, venne a mancare il sostegno. Nel 799, con il permesso dell'abate Waldo di Reichenau, fece erigere, all'estremità occidentale dell'abbazia di Reichenau, il convento di San Pietro e Paolo, ov'egli si ritirò. Sulla cattedra di Verona gli successe Ratoldo.
Dopo la sua morte, fu sepolto nella chiesa da lui fatta erigere e la sua pietra tombale si trova ora nel coro dell'attuale chiesa romanica, eretta nel XII secolo.

## Importanza
La memoria di Egino sopravvive in particolare per la sua creazione a Reichenau. Inoltre il suo nome è legato ad un gruppo di preziosi manoscritti orientali, chiamato "Gruppo di Egino"' che il vescovo, lasciando Verona, portò con sé a Reichenau. Il più famoso è il cosiddetto Codice di Egino, un omeliario con ricche miniature, che Egino aveva messo insieme per incarico dello stesso Carlo Magno. Egino è annoverato fra i rappresentanti della cosiddetta  Rinascita carolingia ed è considerato beato dalla Chiesa cattolica.